# Palazzo Caracciolo di Roccaromana
Il palazzo Caracciolo di Roccaromana è un edificio d'interesse storico e architettonico di Napoli, ubicato in via Monte di Dio.

## Storia e descrizione
La storia di questo palazzo si lega indissolubilmente a quella del vicino Complesso della Nunziatella, fondato sul finire del XVI secolo dalla marchesa Anna De Mendoza, la quale poi lo donò ai Gesuiti. L'ingegnere Antonio Galluccio nella sua relazione censuaria sulla collina di Pizzofalcone ci segnala che una grande casa con cortile e giardino posteriore, parte del Complesso gesuitico della Nunziatella, venne venduta nel 1658 a Diego Quiroga, generale delle Artiglierie del Regno. Nel '700 l'intero complesso venne diviso in tre lotti, uno dei quali rimase ai Gesuiti, i quali commissionarono in seguito il fastoso ingrandimento/rifacimento della chiesa a Ferdinando Sanfelice; mentre gli altri due vennero venduti a privati. Questi due lotti corrispondevano rispettivamente al giardino e al palazzo in questione. Ai tempi del Catasto provvisorio del 1815-1820 quest'ultimo apparteneva al duca di Roccaromana, mentre sul lotto del giardino non compare nessuna costruzione nelle carte Marchese del 1804 e del 1813, solo in quella del Real Officio Topografico del 1830 finalmente risulta il palazzo al civico 24 dell'attuale via Generale Parisi.
Il palazzo si presenta come un'alta costruzione di cinque piani (l'ultimo dei quali risale quasi sicuramente ai primi decenni del '900) con un basamento listato, al cui centro si apre un solido e vistoso portale a bugne seicentesco. Oltrepassato l'androne voltato a botte, si giunge al cortile di forma rettangolare, sul cui fondo si innalza una scala aperta settecentesca dalle quattro arcate per livello (una delle quali coperta da un ascensore moderno).
Ai nostri giorni è adibito ad abitazioni private in condizioni manutentive mediocri rispetto agli altri palazzi di via Monte di Dio.
Vi nacque e ci visse l'ex presidente della Repubblica Giorgio Napolitano. .